# Tractat de Guérande (1381)
El tractat de Guérande de 1381, conegut com a segon tractat de Guérande, fou un acord signat el 15 de gener de 1381 i ratificat el 4 d'abril següent, pel qual el duc Joan IV de Bretanya va recuperar els seus béns a canvi de fer homenatge al rei de França, el pagament d'una indemnització i l'enviament a Anglaterra dels consellers anglesos; la Bretanya seria neutral.
Joana de Penthièvre i la seva descendència foren reconeguts successors en el cas que Joan V l'Anglòfil no tingués successió.